# Franz Schwarz (SS-Mitglied)
Franz Schwarz (* 17. Mai 1899 in München; † 4. Oktober 1960 ebenda) war ein deutscher SS-Führer, zuletzt SS-Brigadeführer.

## Biografie
Er wurde als Sohn von Franz Xaver Schwarz, dem Reichsschatzmeister der NSDAP, und dessen Frau Bertha, geb. Breher, geboren. Er war seit 1931 Mitglied der NSDAP (Mitgliedsnummer 680.364) und seit Anfang 1933 der SS (SS-Nummer 54.933). Er wurde 1933 SS-Sturmführer und SS-Obersturmführer, 1934 SS-Hauptsturmführer, 1935 SS-Sturmbannführer, 1936 SS-Obersturmbannführer, 1938 SS-Standartenführer, 1942 SS-Oberführer sowie im Januar 1944 SS-Brigadeführer. Er war u. a. in einem SS-Hauptamt tätig und zuletzt im Stab des SS-Oberabschnitts Süd in München unter SS-Obergruppenführer Friedrich Karl von Eberstein.